# Strada statale 219 di Gubbio e Pian d'Assino
La strada statale 219 di Gubbio e Pian d'Assino (SS 219), già in parte nuova strada ANAS 282 Variante Padule-Branca (NSA 282), è una strada statale italiana che collega Fossato di Vico con Umbertide, passando per Gubbio.

## Percorso
La strada ha origine in località Osteria del Gatto, frazione di Fossato di Vico, dall'innesto con la strada statale 3 Via Flaminia. Il tracciato prosegue per qualche chilometro in direzione sud-ovest fino all'innesto sulla strada statale 318 di Valfabbrica presso Branca. Dopo un breve tratto in comune, la strada si ridistacca in direzione nord-ovest verso Gubbio. Superata quest'ultima, il tracciato devia verso ovest scendendo infine nella Valtiberina, dove termina il proprio percorso innestandosi sul tracciato ormai dismesso della strada statale 3 bis Tiberina, nei pressi di Pian d'Assino, all'interno del comune di Umbertide.
L'attuale tracciato è il frutto di diverse revisioni che si sono alternate negli anni duemila.
In seguito al decreto legislativo n. 112 del 1998, dal 2001 la gestione del tratto compreso tra il km 5,600 (innesto SS 318 presso Branca) al km 44,920 (innesto ex SS 3 bis presso Umbertide) è passata dall'ANAS alla Regione Umbria che l'ha classificata come strada regionale 219 di Gubbio e Pian d'Assino (SR 219) ed ha poi ulteriormente devoluto le competenze alla Provincia di Perugia mantenendone comunque la titolarità.
Con il D.P.C.M. del 23 novembre 2004, divenuto esecutivo il 4 settembre 2006, il tracciato ha subito le seguenti variazioni:
- riclassificazione del tratto compreso tra il km 0,000 (innesto SS 3 presso Fossato di Vico) e il km 5,600 (innesto SS 318 presso Branca) come parte della strada statale 318 di Valfabbrica;
- incorporazione della nuova strada ANAS 282 Variante Padule-Branca (lunga 6,400 km), inaugurata il 9 maggio 2005[6];
- reintegrazione del tratto compreso tra il km 12,000 (Gubbio) al km 44,920 (innesto ex SS 3 bis presso Umbertide).

Nel 2009, a seguito dell'inaugurazione del nuovo tratto di strada statale 318 di Valfabbrica da Branca a Fossato di Vico, il tratto sotteso (lungo 5,600 km) è stato declassificato e nuovamente inserito nell'itinerario della SS 219.

### Tabella percorso
| di Gubbio tratto Gubbio–Mocaiana |                                                    |      |           |
| Tipo                             | Indicazione                                        | km   | Provincia |
|                                  | di Valfabbrica uscita di Gubbio                    | 0,0  | PG        |
|                                  | Branca ospedale di Branca                          | 0,4  | PG        |
|                                  | Torre Calzolari                                    | 3,1  | PG        |
|                                  | Padule Carbonesca - Casacastalda                   | 8,4  | PG        |
|                                  | San Marco                                          | 11,3 | PG        |
|                                  | Gubbio San Marco                                   | 12,0 | PG        |
|                                  | Gubbio Eugubina - Perugia                          | 13,6 | PG        |
|                                  | Scheggia Gubbio - viale Paruccini                  | 14,6 | PG        |
|                                  | Gubbio di Contessa - Fano                          | 16,0 | PG        |
|                                  | Mocaiana di Gubbio - Umbertide uscita obbligatoria | 21,7 | PG        |